# Ronald Münch
Ronald A. Münch ist ein deutscher Diplomat. Er ist seit August 2023 Botschafter der Bundesrepublik Deutschland in Mosambik.

## Werdegang
Ronald Münch studierte Geschichte, Germanistik, Philosophie und Anglistik in Heidelberg und Berlin und arbeitete zunächst als wissenschaftlicher Mitarbeiter unter anderem am Deutschen Historischen Museum Berlin, an der Kunst- und Ausstellungshalle der Bundesrepublik Deutschland in Bonn sowie dem Ellis Island Immigration Museum in New York.
Nach dem Eintritt in den Auswärtigen Dienst war er ab 1992, neben Einsätzen im Auswärtigen Amt in Berlin, in verschiedenen bilateralen und multilateralen Funktionen an deutschen Auslandsvertretungen in Litauen, Israel, Niederlanden und Ecuador tätig.
Von 2016 bis 2020 fungierte er als Leiter des Arbeitsstabs Kulturerhalt und Leiter des Referats für Wissenschaft, Forschung und Hochschulen im Auswärtigen Amt. Bevor er 2023 sein Amt als deutscher Botschafter in Mosambik antrat, wer er ab 2020 Leiter der Abteilung für Wirtschaft und Globale Fragen an der Deutschen Botschaft in Mexiko.
Münch ist verheiratet und hat drei Kinder.

## Veröffentlichungen
Ronald A. Münch,: Von Heidelberg nach Berlin: Friedrich Ebert 1871–1905 (= Schriftenreihe der Stiftung Reichspräsident-Friedrich-Ebert-Gedenkstätte). Oldenbourg, München 1991, ISBN 978-3-486-55889-0.